# Sues-Stadion
Das Sues-Stadion (arabisch ملعب السويس, DMG Malʿab as-Suwais; englisch Suez Stadium) ist ein Fußballstadion in der ägyptischen Stadt Sues. Es bietet 27.000 Sitzplätze und wurde 1990 eröffnet. Es liegt direkt am Golf von Sues. Die örtlichen Fußballvereine Petrojet FC, Suez Cement SC und Suez Montakhab tragen hier ihre Heimspiele aus. Die Anlage wurde 2006 renoviert und besitzt einen Naturrasen.

## Spiele des Afrika-Cup 2019 im Sues-Stadion
Das Stadion von Sues ist eine von insgesamt sechs Spielstätten des Afrika-Cup 2019. Es sind fünf von sechs Partien der Gruppe E, ein Spiel der Gruppe F, ein Achtelfinale und ein Viertelfinale in Sues angesetzt.
- 24. Juni 2019, Gruppe E:  Tunesien –  Angola 1:1 (1:0)
- 24. Juni 2019, Gruppe E:  Mali –  Mauretanien 4:1 (2:0)
- 28. Juni 2019, Gruppe E:  Tunesien –  Mali 1:1 (0:0)
- 29. Juni 2019, Gruppe E:  Mauretanien –  Angola 0:0
- 02. Juli 2019, Gruppe F:  Guinea-Bissau –  Ghana 0:2 (0:0)
- 02. Juli 2019, Gruppe E:  Mauretanien –  Tunesien 0:0
- 08. Juli 2019, Achtelfinale:  Mali –  Elfenbeinküste 0:1 (0:0)
- 11. Juli 2019, Viertelfinale:  Elfenbeinküste –  Algerien 1:1 n. V. (1:1, 0:1), 3:4 i. E.